# Сан Сударио (Бјела)
Сан Сударио је насеље у Италији у округу Бијела, региону Пијемонт.
Према процени из 2011. у насељу је живело 16 становника. Насеље се налази на надморској висини од 370 м.